# Borja Sémper
 (juillet 2023).
La mise en forme du texte ne suit pas les recommandations de Wikipédia : il faut le « wikifier ».
Les points d'amélioration suivants sont les cas les plus fréquents. Le détail des points à revoir est peut-être précisé sur la page de discussion.
- Les titres sont pré-formatés par le logiciel. Ils ne sont ni en capitales, ni en gras.
- Le texte ne doit pas être écrit en capitales (les noms de famille non plus), ni en gras, ni en italique, ni en « petit »…
- Le gras n'est utilisé que pour surligner le titre de l'article dans l'introduction, une seule fois.
- L'italique est rarement utilisé : mots en langue étrangère, titres d'œuvres, noms de bateaux, etc.
- Les citations ne sont pas en italique mais en corps de texte normal. Elles sont entourées par des guillemets français : « et ».
- Les listes à puces sont à éviter, des paragraphes rédigés étant largement préférés. Les tableaux sont à réserver à la présentation de données structurées (résultats, etc.).
- Les appels de note de bas de page (petits chiffres en exposant, introduits par l'outil «  Source ») sont à placer entre la fin de phrase et le point final[comme ça].
- Les liens internes (vers d'autres articles de Wikipédia) sont à choisir avec parcimonie. Créez des liens vers des articles approfondissant le sujet. Les termes génériques sans rapport avec le sujet sont à éviter, ainsi que les répétitions de liens vers un même terme.
- Les liens externes sont à placer uniquement dans une section « Liens externes », à la fin de l'article. Ces liens sont à choisir avec parcimonie suivant les règles définies. Si un lien sert de source à l'article, son insertion dans le texte est à faire par les notes de bas de page.
- La présentation des références doit suivre les conventions bibliographiques. Il est recommandé d'utiliser les modèles {{Ouvrage}}, {{Chapitre}}, {{Article}}, {{Lien web}} et/ou {{Bibliographie}}. Le mode d'édition visuel peut mettre en forme automatiquement les références.
- Insérer une infobox (cadre d'informations à droite) n'est pas obligatoire pour parachever la mise en page.

Pour une aide détaillée, merci de consulter Aide:Wikification.
Si vous pensez que ces points ont été résolus, vous pouvez retirer ce bandeau et améliorer la mise en forme d'un autre article.
Francisco de Borja Sémper Pascual  (né le 10 janvier 1976)  est un homme politique espagnol du Parti populaire (PP). Il fut conseiller municipal dans les villes basques d'Irun (1995-2010) et de Saint-Sébastien (2019-2020) et membre du Parlement basque (2003-2020), où il travaille depuis 2013 en tant que porte-parole du parti.
Membre du PP dès l'âge de 17 ans et l'une des cibles des violences de l'ETA, il quitte la politique en janvier 2020 pour travailler chez Ernst & Young, mais revient trois ans plus tard en politique pour mener les campagnes électorales du PP.

## Biographie
Né à Irun, Gipuzkoa, Pays basque, Sémper rejoint le Parti populaire (PP) à l'âge de 17 ans. Il fait face à au moins deux tentatives d'assassinat de la part de l'ETA en raison de son activisme, dont l'une a échoué en 1997 parce qu'il a raté son cours à l'Université du Pays basque, où il étudiait pour un diplôme en droit. Au sein des Nouvelles générations du Parti populaire, il se lie d'amitié avec Santiago Abascal, qui est élu chef régional du secteur et devient plus tard président de Vox.
Sémper est élu au conseil de sa ville natale en 1995. Il démissionne en janvier 2010, en raison d'un conflit avec ses bureaux politiques régionaux et de parti. Il devient membre du Parlement basque en novembre 2003, puis chef du PP provincial en novembre 2009 et enfin porte-parole du parti au Parlement basque en mai 2013.
Sémper est sélectionné comme candidat du PP à la mairie de Saint-Sébastien en décembre 2018, après que la candidate de 2015 Miren Albistur ait décidé de ne pas se représenter. Le parti occupe à ce moment trois des 27 sièges du conseil municipal et fait face à la concurrence de droite de la croissance de Ciudadanos et de Vox. Lors de la présentation de sa campagne en février 2019, il prend la décision peu orthodoxe de n'utiliser aucune image ou couleur de son parti. Après les élections de mai, il déclare que sa campagne inhabituelle a porté ses fruits, car le PP a conservé ses sièges à Saint-Sébastien tout en faisant des pertes ailleurs au Pays basque.
En janvier 2020, Sémper quitte la politique pour un poste de directeur des relations institutionnelles chez Ernst & Young. Il dit qu'il ne pouvait pas faire face à la nature conflictuelle de la politique espagnole et qu'il voulait un nouveau départ pour sa famille. Il revient au PP trois ans plus tard, engagé par le leader Alberto Núñez Feijóo pour mener la campagne pour les élections locales et régionales de 2023.

## Vie privée
En février 2020, Sémper avait deux fils âgés de moins de cinq ans avec l'actrice Bárbara Goenaga, tandis que chacun d'entre eux avait deux enfants issus d'un premier lit.